# Johannes Müller von Königsberg
Johannes Müller von Königsberg (Königsberg, 6 de junho de 1436 – Roma, 6 de julho de 1476), mais conhecido como Regiomontanus, foi um matemático, astrólogo e astrônomo do Renascimento alemão, ativo em Viena, Buda e Nurembergue. Suas contribuições foram instrumentais no desenvolvimento do heliocentrismo copernicano nas décadas seguintes à sua morte.
Regiomontanus escreveu sob o nome latinizado de Ioannes de Monteregio (ou Monte Regio; Regio Monte); o topônimo Regiomontanus foi usado pela primeira vez por Philipp Melanchthon em 1534. Ele é nomeado em homenagem a Königsberg na Baixa Francônia, não à maior Königsberg (moderna Kaliningrado) na Prússia.

## Vida

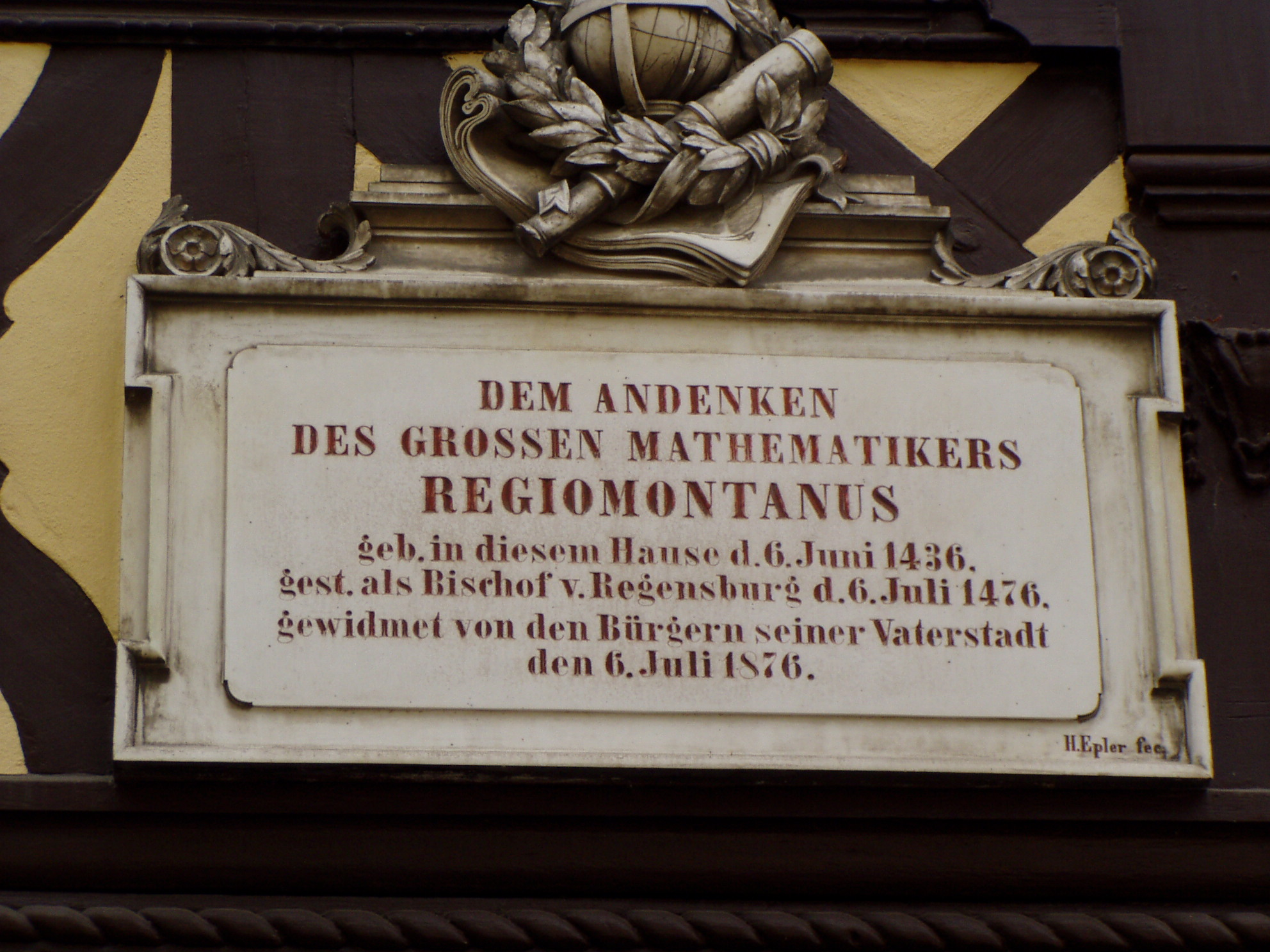
Placa no local de nascimento de Regiomontanus

Embora pouco se saiba sobre a juventude de Regiomontanus, acredita-se que aos onze anos de idade ele tenha se tornado estudante na Universidade de Leipzig, no Saxônia. Em 1451, continuou seus estudos na Alma Mater Rudolphina, a universidade em Viena, no Ducado da Áustria, onde se tornou aluno e amigo de Georg von Peuerbach. Em 1452, recebeu seu bacharelado (baccalaureus), e foi agraciado com seu mestrado (magister artium) aos 21 anos de idade, em 1457. Ele lecionou óptica e literatura antiga.
Em 1460, o legado papal Basilios Bessarion veio a Viena em uma missão diplomática. Sendo um estudioso humanista com grande interesse nas ciências matemáticas, Bessarion procurou a companhia de Peuerbach. George de Trebizonda, que era rival filosófico de Bessarion, havia recentemente produzido uma nova tradução latina do Almagesto de Ptolemeu a partir do grego, que Bessarion considerava, corretamente, como imprecisa e mal traduzida, então ele pediu a Peuerbach que produzisse uma nova. O grego de Peuerbach não era bom o suficiente para fazer uma tradução, mas ele conhecia o Almagesto intimamente, então começou a trabalhar em um resumo moderno e melhorado da obra. Bessarion também convidou Peuerbach para fazer parte de sua casa e acompanhá-lo de volta à Itália quando seu trabalho em Viena estivesse concluído. Peuerbach aceitou o convite com a condição de que Regiomontanus também pudesse acompanhá-los. No entanto, Peuerbach adoeceu em 1461 e morreu tendo completado apenas os seis primeiros livros de seu resumo do Almagesto. No leito de morte, Peuerbach fez Regiomontanus prometer terminar o livro e publicá-lo.
Em 1461, Regiomontanus deixou Viena com Bessarion e passou os quatro anos seguintes viajando pelo norte da Itália como membro da casa de Bessarion, procurando e copiando manuscritos matemáticos e astronômicos para Bessarion, que possuía a maior biblioteca privada da Europa na época. Regiomontanus também fez a amizade dos principais matemáticos italianos da época, como Giovanni Bianchini e Paolo dal Pozzo Toscanelli, que também haviam sido amigos de Peuerbach durante sua estadia prolongada na Itália, mais de vinte anos antes.
Em 1467, ele foi trabalhar para János Vitéz, arcebispo de Esztergom. Lá, ele calculou extensas tabelas astronômicas e construiu instrumentos astronômicos. Em seguida, foi para Buda, e a corte de Matias Corvino da Hungria, para quem construiu um astrolábio, e onde compilou manuscritos gregos por um salário generoso. As tabelas trigonométricas que ele criou enquanto vivia na Hungria, seu Tabulae directionum profectionumque (impressas postumamente, 1490), foram projetadas para a astrologia, incluindo a descoberta de casas astrológicas. As Tabulae também continham várias tabelas de tangentes.
Em 1471, Regiomontanus mudou-se para a Cidade Livre de Nurembergue, na Francônia, então um dos importantes centros do Império para o aprendizado, publicação, comércio e arte, onde trabalhou com o humanista e comerciante Bernhard Walther. Aqui, ele fundou a primeira gráfica científica do mundo, e em 1472 publicou o primeiro livro didático de astronomia impresso, o Theoricae novae Planetarum de seu professor Georg von Peuerbach.
Regiomontanus e Bernhard Walther observaram o cometa de 1472. Regiomontanus tentou estimar sua distância da Terra, usando o ângulo de paralaxe. Segundo David A. Seargeant:

Concordando com a teoria aristotélica prevalecente sobre cometas como fenômenos atmosféricos, ele estimou sua distância em pelo menos 8 200 milhas (13 120 km) e, a partir disso, estimou a condensação central como 26, e toda a coma como 81 milhas (41,6 e 129,6 km, respectivamente) em diâmetro. Esses valores, é claro, falham por ordens de magnitude, mas ele deve ser elogiado por essa tentativa de determinar as dimensões físicas do cometa.
O cometa de 1472 foi visível do dia de Natal de 1471 a 1 de março de 1472 (calendário juliano), um total de 59 dias.
Em 1475, Regiomontanus foi chamado a Roma pelo Papa Sisto IV para trabalhar na planejada reforma do calendário. Sisto prometeu recompensas substanciais, incluindo o título de bispo de Ratisbona, mas é improvável que ele tenha realmente sido nomeado para o cargo.
A caminho de Roma, parando em Veneza, ele encomendou a publicação de seu Calendarium com Erhard Ratdolt (impresso em 1476). Regiomontanus chegou a Roma, mas morreu lá após apenas alguns meses, aos 40 anos, em 6 de julho de 1476. Segundo um boato repetido por Gassendi em sua biografia de Regiomontanus, ele foi envenenado por parentes de George de Trebizonda que ele havia criticado em seus escritos; no entanto, é mais provável que ele tenha morrido de peste.

## Obra

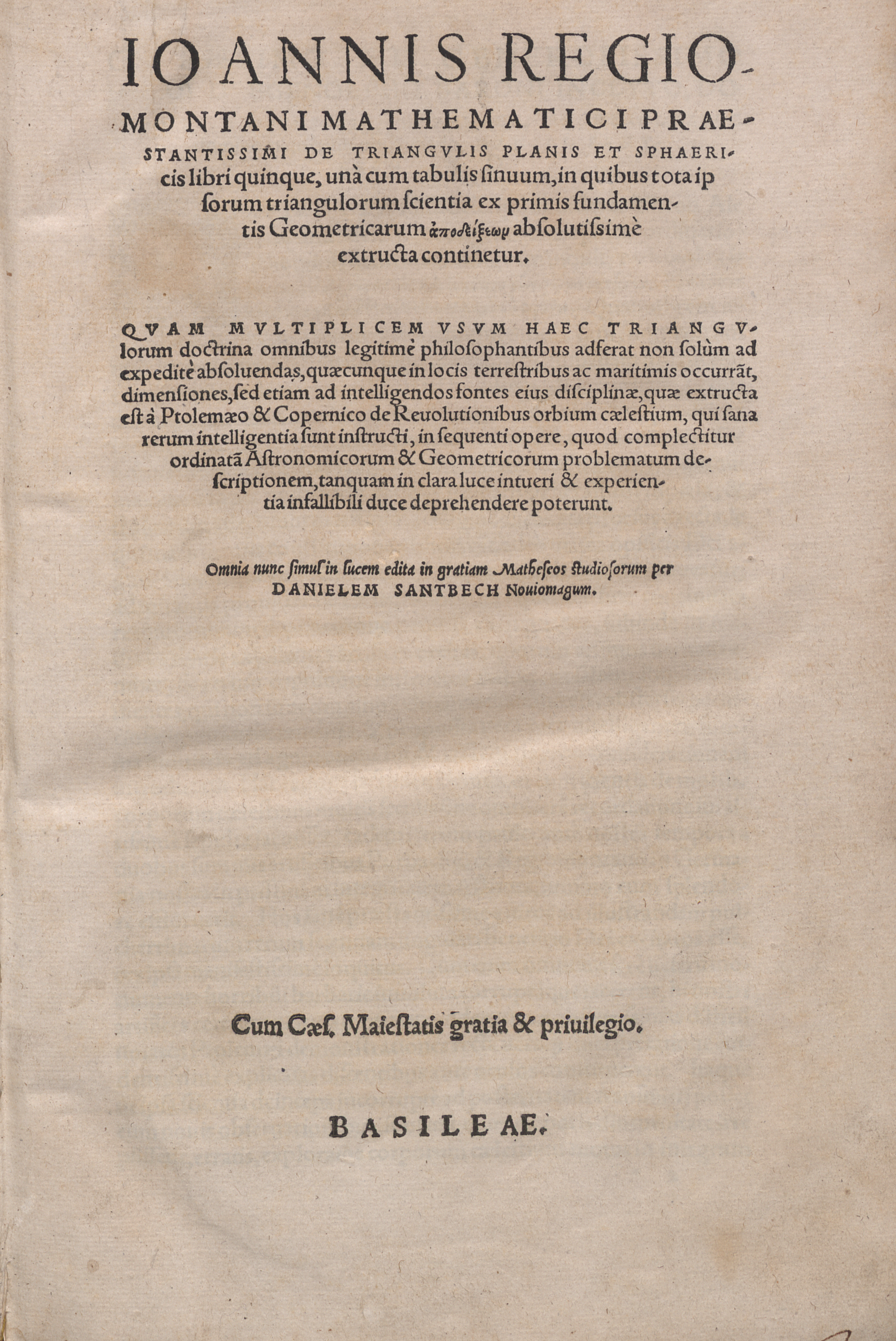
De triangulis planis et sphaericis libri

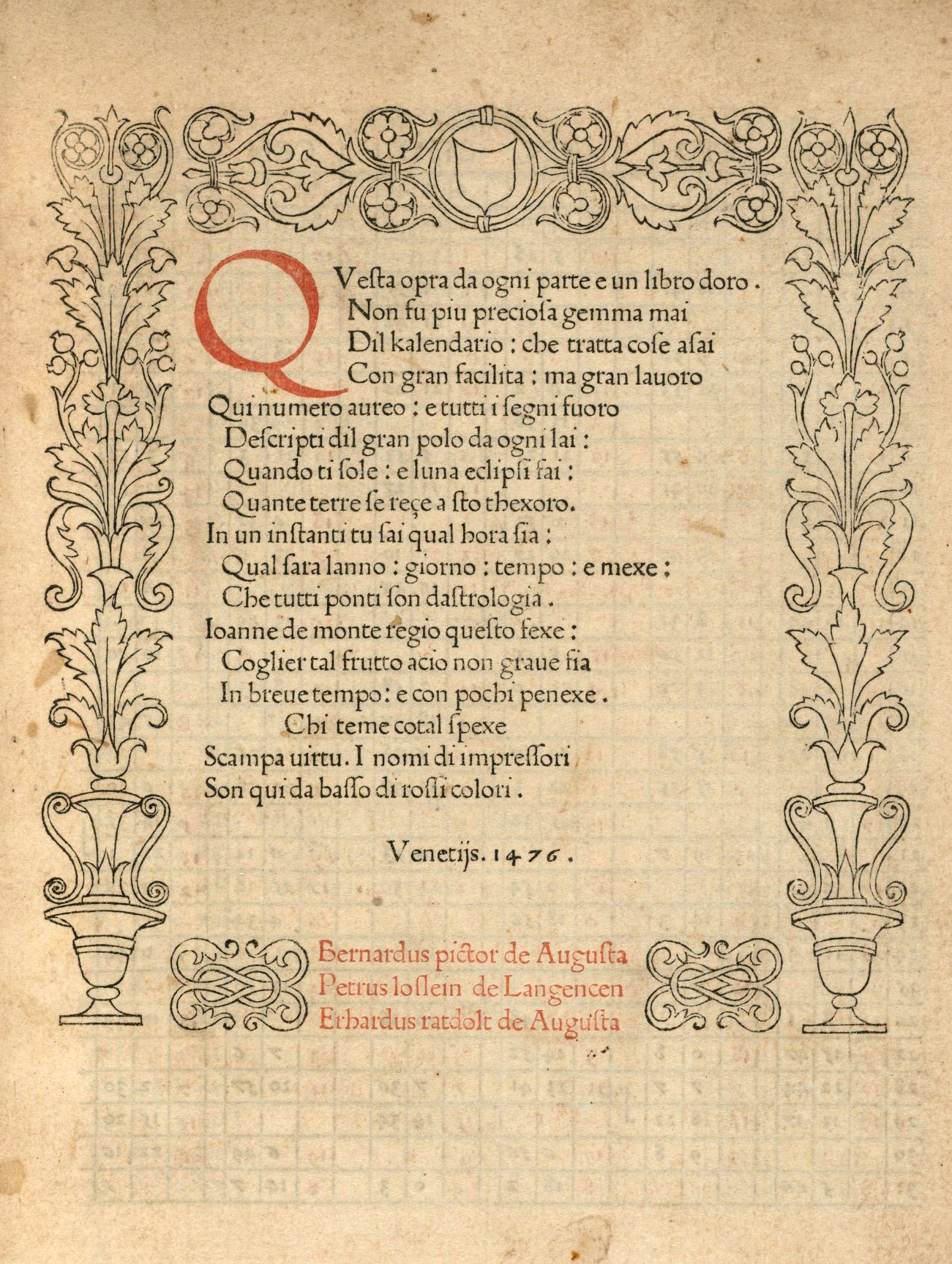
Página de título de Qvesta opra da ogni parte e un libro doro, 1476

Durante seu tempo na Itália, ele completou o resumo de Peuerbach do Almagesto, Epytoma in almagesti Ptolemei. Em 1464, ele completou De triangulis omnimodis ("Sobre Triângulos de Todos os Tipos"). De triangulis omnimodis foi um dos primeiros livros didáticos a apresentar o estado atual da trigonometria e incluía listas de questões para revisão de capítulos individuais. Nele, ele escreveu:

Vocês que desejam estudar coisas grandes e maravilhosas, que se maravilham com o movimento das estrelas, devem ler esses teoremas sobre triângulos. Conhecer essas ideias abrirá a porta para toda a astronomia e para certos problemas geométricos.
Seu trabalho sobre aritmética e álgebra, Algorithmus Demonstratus, estava entre os primeiros a conter álgebra simbólica. Em 1465, ele construiu um relógio de sol portátil para o Papa Paulo II.
Em Epytoma in almagesti Ptolemei, ele criticou a tradução do Almagesto feita por George de Trebizonda, apontando imprecisões. Mais tarde, Nicolau Copérnico referiu-se a este livro como uma influência em seu próprio trabalho.
Um autor prolífico, Regiomontanus era internacionalmente famoso em sua vida. Apesar de ter completado apenas um quarto do que pretendia escrever, deixou um corpo substancial de trabalho. O professor de Nicolau Copérnico, Domenico Maria Novara da Ferrara, referiu-se a Regiomontanus como seu próprio professor. Há especulações de que Regiomontanus havia chegado a uma teoria do heliocentrismo antes de morrer; um manuscrito mostra particular atenção à teoria heliocêntrica do pitagórico Aristarco, e também foi feita menção ao movimento da Terra em uma carta a um amigo.
Muito do material sobre trigonometria esférica em On Triangles de Regiomontanus foi retirado diretamente do trabalho do século XII de Jabir ibn Aflah, também conhecido como Geber, conforme observado no século XVI por Gerolamo Cardano.

## Publicações
- Ephemerides (em latim). Venezia: Peter Liechtenstein. 1498
- De triangulis planis et sphaericis libri (em latim). Bern: Heinrich Petri & Peter Perna. 1561

## Legado
Simon Stevin, em seu livro que descreve a representação decimal de frações (De Thiende), cita as tabelas trigonométricas de Regiomontanus como sugestivas de notação posicional.
Regiomontanus desenhou seu próprio sistema de casas astrológicas, que se tornou um dos sistemas mais populares na Europa.
Em 1561, Daniel Santbech compilou uma edição coletada das obras de Regiomontanus, De triangulis planis et sphaericis libri quinque (publicada pela primeira vez em 1533) e Compositio tabularum sinum recto, bem como a própria Problematum astronomicorum et geometricorum sectiones septem de Santbech. Foi publicado em Basileia por Henrich Petri e Petrus Perna.
Há uma imagem dele na Crônica de Nurembergue de 1493. Ele está segurando um astrolábio. No entanto, embora haja treze ilustrações de cometas na Crônica (de 471 a 1472), elas são estilizadas, em vez de representar os objetos reais.
A cratera Regiomontanus na Lua leva seu nome.